# Modolo
Modolo (sardisk: Mòdolo) er en by og en kommune (comune) i provinsen Oristano i regionen Sardinien i Italien. Byen ligger i 134 meters højde og har 168 indbyggere (2016). Kommunen har et areal på 2,47 km² og grænser til kommunerne Bosa, Flussio, Magomadas og Suni.